# Pál Utcai Fiúk (együttes)
A Pál Utcai Fiúk (röviden: PUF) magyar alternatív rockegyüttes. 1983 nyarán Szigetszentmiklóson alakult barátokból, iskolatársakból. Az együttes alapítói: Leskovics Gábor (gitár, ének), Potondi Anikó (ének), valamint Turjánszki György.

## Történet

### A kezdetek
Az eleinte garázsban próbáló együttes 1985-ben kezdte a koncertezést Sex Pistols, The Exploited és Kontroll Csoport számokkal valamint saját dalokkal. Zenéjükre ekkor az Európa Kiadó volt még jelentős hatással. Ebben az évben adták ki első demókazettájukat, ami rendkívüli népszerűségre tett szert, így ezt további koncert- és fesztiválfellépések, valamint 1987-ben a második demó követte. 1988-ban nézőszámrekordot döntöttek Budapest egyik kultikus zenei klubjában, a Fekete Lyukban. A punkos elemeket is magában foglaló rockzene, és a hozzá írt néhol elmés, máshol lírai dalszövegek, valamint a mind több és egyre magabiztosabb fellépés az együttest az 1980-as évek underground zenei életének egyik legfontosabb együttesévé tették.

### Ha jön az álom…
A kezdeti népszerűség után már csak idő kérdése volt, hogy a klasszikus dalok mikor és hogyan válnak szélesebb körben is hozzáférhetővé. E célból az első nagylemez 1990-ben jelent meg: Ha jön az álom… címmel a számok egy részének stúdiófelvételeit adták ki, majd az életművet az ezt követő 4 évben évről évre új albumokon rögzítették. A közönségsikert 1993-ban díjak, valamint neves zenekarokkal (Jethro Tull, Steppenwolf stb.) való fellépések is övezték. Ebben az évben a várakozásoknak megfelelően adtak két nagyszabású koncertet, amelyből a 10 éves jubileumi fellépés felvételeit 1994-ben Szajhák és partizánok címmel koncertalbum formájában jelentették meg. Ebben az évben léptek fel először a Sziget Fesztiválon.
A zenekar azonban nem vágyott a tömegszerűséggel járó nem várt popularitásra, így visszatértek a klubok világába, ahol ezt követően is több száz koncertet adtak. Az addigiakhoz képest még többet utaztak, turnéik között az egyik legemlékezetesebb volt, amikor 1995-ben a debreceni Tankcsapdával és a pécsi Kispál és a Borzzal részt vettek a legendás Hazudós Zenekarok Koncertturnén.
Ezt az időszakot tagcserék követték. Zelenák Tibor helyett egy időre Pfeiler Ferenc lett a dobos, gitáron Papp Ernő helyett Tóth Henrik játszott, Dióssy D. Ákos pedig billentyűzött, majd az ő távozásukat követően alakult ki egy tartósabb felállás. Ekkor csatlakozott a zenekarhoz a későbbi sikerek két állandó tagja: Molnár Balázs (gitár) és Farkas Zoltán (dob).

### Ha jön az élet…
Az új album 2000-ben jelent meg 14 dallal, amelyben a régi PUF-stílus ötvöződik új zenei motívumokkal. Az egykori bulizenekar ezzel a részbeni megújulással zeneileg és stílusában vált egyszerre éretté és kiforrottá. A Pál Utcai Fiúk, mint az egyik legnépszerűbb hazai alternatív rockzenekar, azóta is – ahogy immár több mint húsz éve – folyamatosan koncertezik, rendszeresen szerepel Budapest szórakozóhelyein és vidéki városokban is. Többek között az 1990-es évek közepétől a kedvelt budapesti Sziget Fesztivál is elképzelhetetlen fellépésük nélkül. Sikerük már csak azért is figyelemre méltó, mert az együttes kisebb-nagyobb megszakításokkal évtizedek óta működik, melynek során teljesen önállóan nőtték ki magukat az ismeretlenségből Magyarország egyik legelismertebb alternatív zenei együttesévé.

## A név
A zenekar alapítói először úgy tervezték, hogy minden bulira más nevet találnak ki (így került akkoriban egyes szórólapokra a „Csak Ma”, a „Szabadidő Központ” vagy a rejtélyesen csengő „WKPT” elnevezés). Az egyik alkalommal Pál Utcai Fiúk néven szerepeltek, és végül ez az elnevezés maradt. 

## Tagok

### Jelenlegi felállás
- Leskovics Gábor – gitár, ének (1983 óta)
- Potondi Anikó – ének (1984 óta)
- Varga László – basszusgitár (2008 óta)
- Molnár Balázs – gitár (1997 óta)
- Farkas Zoltán – dob (1998 óta)

### Egykori tagok
- Vereckei Csaba – ének (1983–1984)
- Eöry Tamás – szaxofon (1985–1992)
- Bárány Tamás – gitár (1984–1989)
- Majoros Éva – billentyűsök (1985–1990)
- Bördén Szabolcs – billentyűsök (1990–1995)
- Gyenes Béla – szaxofon (1992–1993)
- Papp Ernő – gitár (1987–1995)
- Zelenák Tibor – dob (1983–1995)
- Tóth Henrik – gitár (1995–1997)
- Dióssy D. Ákos – billentyű (1995–1998)
- Pfeiler Ferenc – dob (1995–1999)
- Turjánszki György – basszusgitár (1983–2008)

## Diszkográfia

### Stúdióalbumok
- Igazán ez minden (2019)
- Legelő (2008)
- Ha jön az élet (2000)
- Szerelemharc (1993)
- A nagy rohanás (1992)
- A bál (1991)
- Ha jön az álom (1990)

### Koncertlemezek
- Szajhák és partizánok (1994)

### Válogatásalbumok
- Közönséges (2004)
- Best of Pál Utcai Fiúk (1997)

### Kislemezek
- Egyszer majd… (2000)

### Demók
- Demo (1987)
- Demo (1985)

### Egyéb
- Fiatal lányok, CD-ROM (2005)
- PUF Demo 1985-89, CD (2005)
- Baltavári Bea: Álomhatár. PUFkönyv: zenekartörténeti tanulmánykirándulás a Pál utcában; Rockszervíz, Debrecen, 2004
- Közönséges PUF, DVD (2004)